# Mimosa comuna
La mimosa o mimosa comuna (Acacia dealbata) és una espècie arbustiva o arbòria, una planta lleguminosa del gènere Acacia. És a la llista de les 100 pitjors espècies invasores d'Europa.
Arreu del territori espanyol està catalogada com a espècie exòtica invasora. Entre altres, això implica que està prohibit comercialitzar-la i introduir-la al medi natural. Tampoc es poden reintroduir exemplars que hagin estat extrets de la natura.

## Morfologia

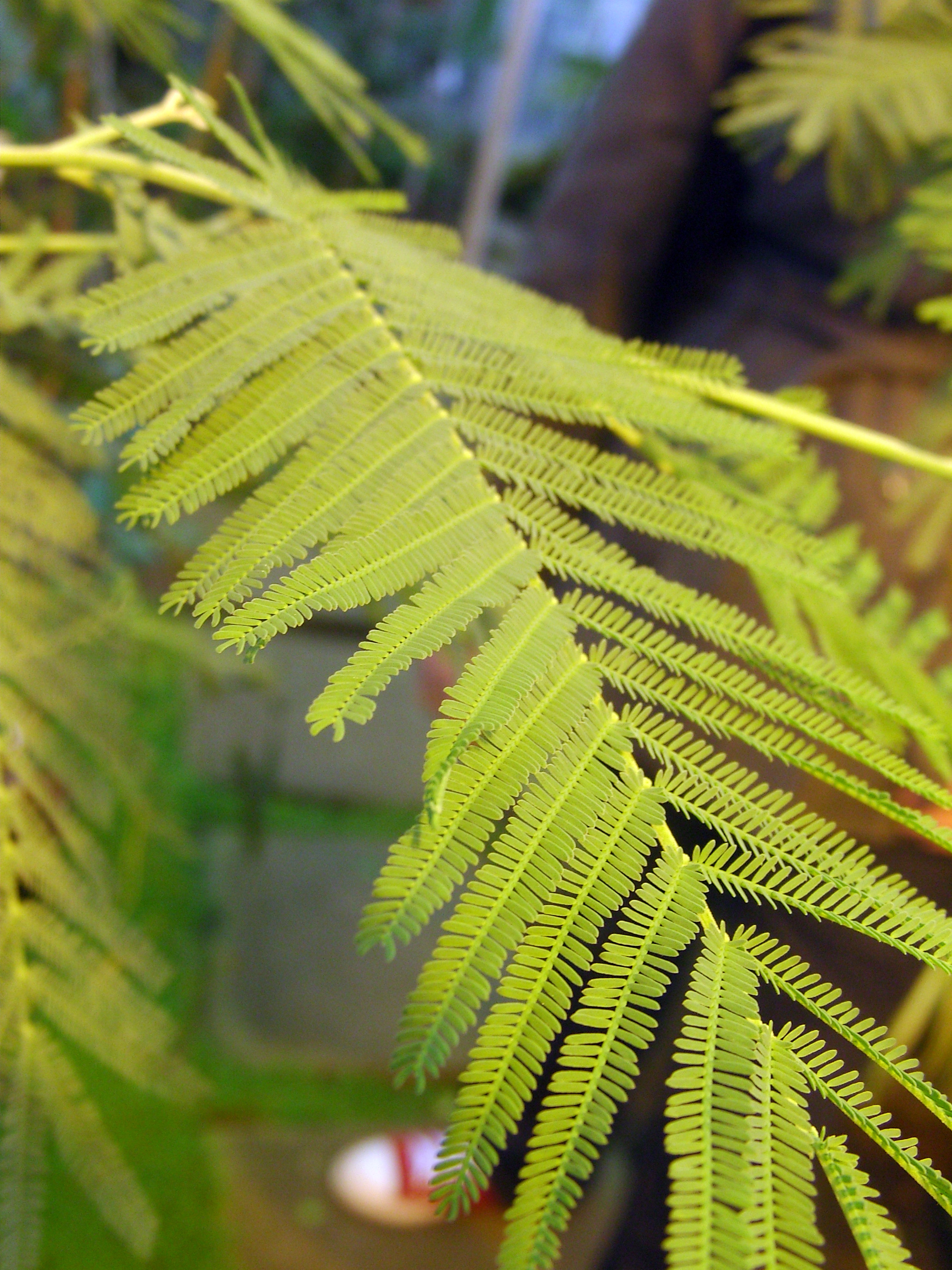
Fulles

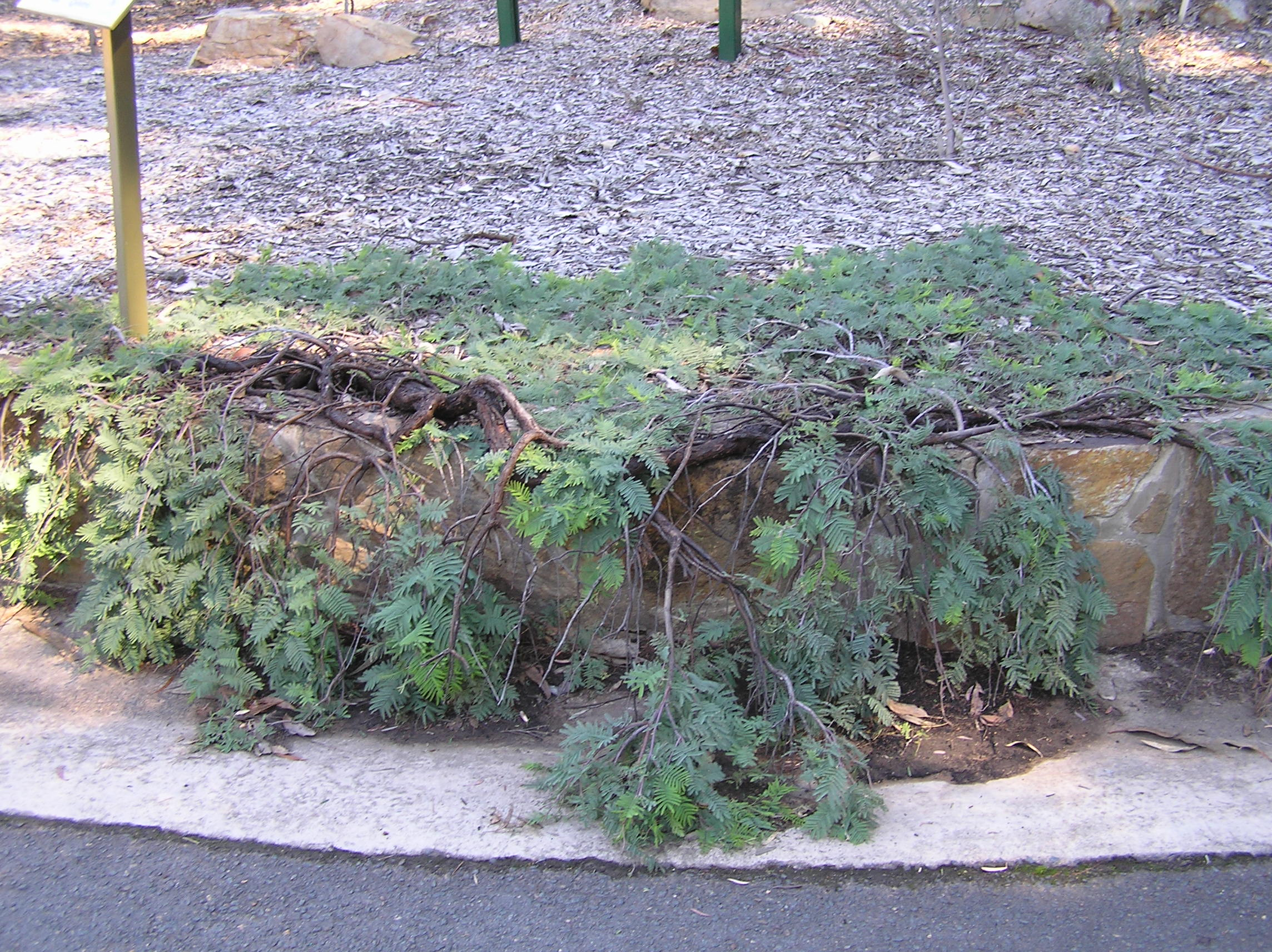
"Kambah Karpet", una varietat de l'espècie Acacia dealbata descoberta al poble de Kambah

És un arbre perenne de creixement ràpid que pot arribar als 12 metres d'alçada. Presenta una escorça grisenca o blanca, molt ramificat, i s'utilitza sovint en jardineria com a planta ornamental. Branques anguloses, pubescents. Fulles bipinnades d'1 a 12 cm (en algunes ocasions 17 cm) de llargada, i 1-11 cm d'amplada, cadascuna d'elles dividida en 25-40 parells de folíols, amb el fus glabre i l'abaxial tomentós. Té un creixement ràpid però rarament excedeix els 30 anys. Floreix al gener i al març. Inflorescència en glomèrul globós amb més de 25 flors, les quals fan molta olor. Peduncles pubescents. Es multiplica per llavors.

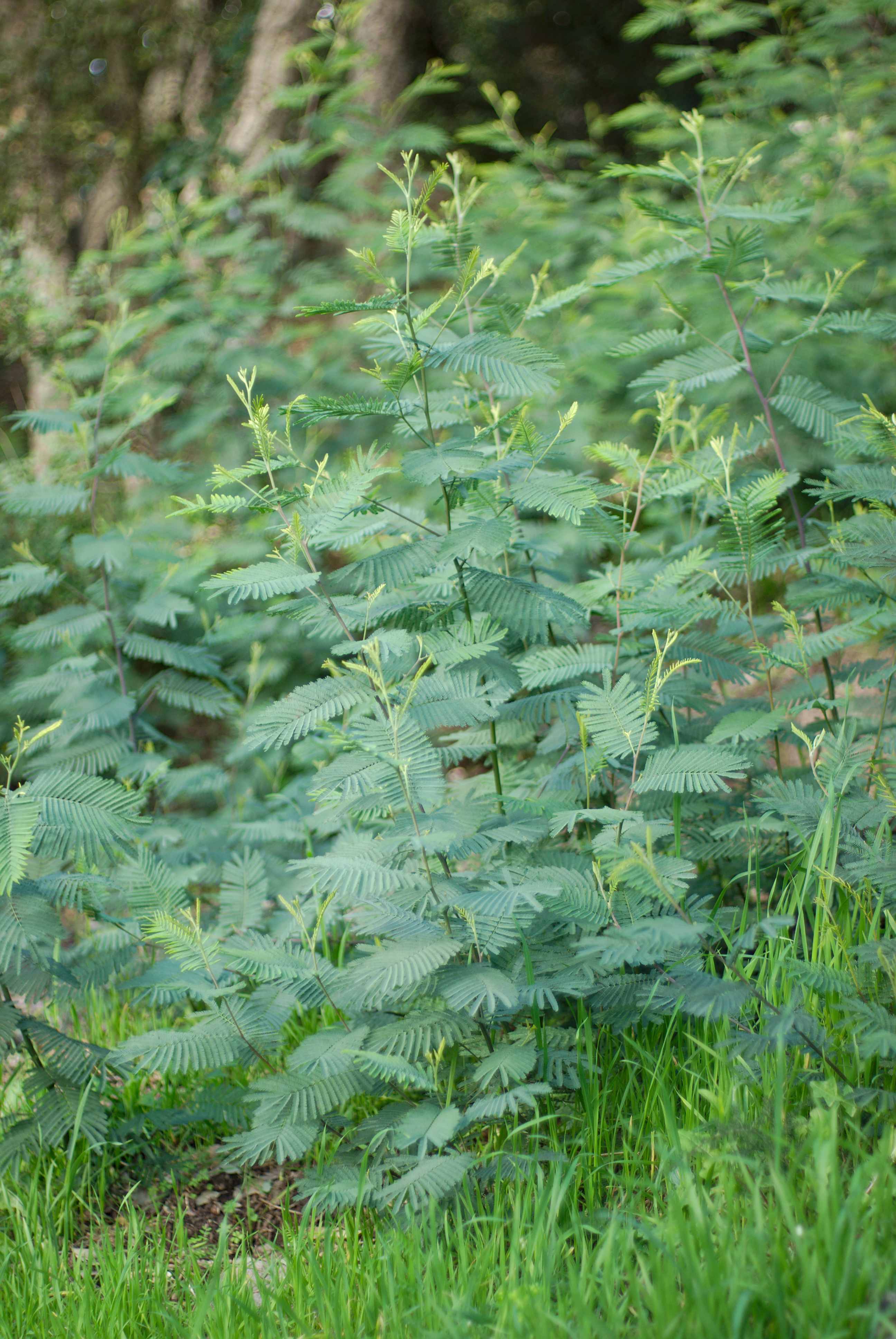
Plàntules
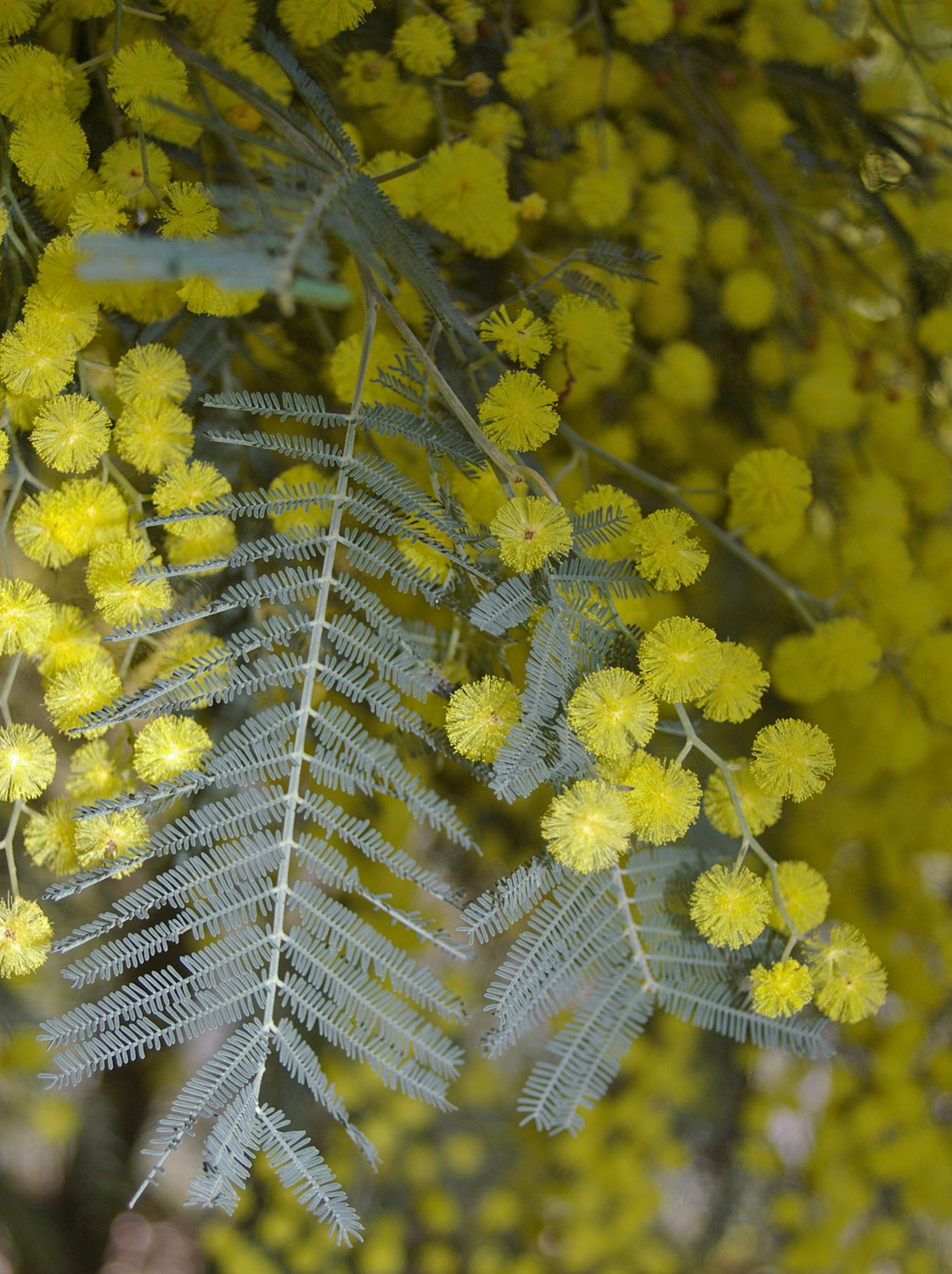
Aspecte de les flors amb els glomeruls
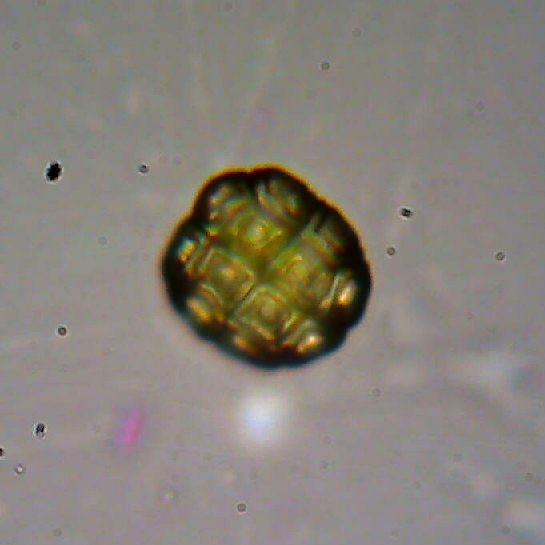
Aspecte d'un gra de pol·len sota el microscopi
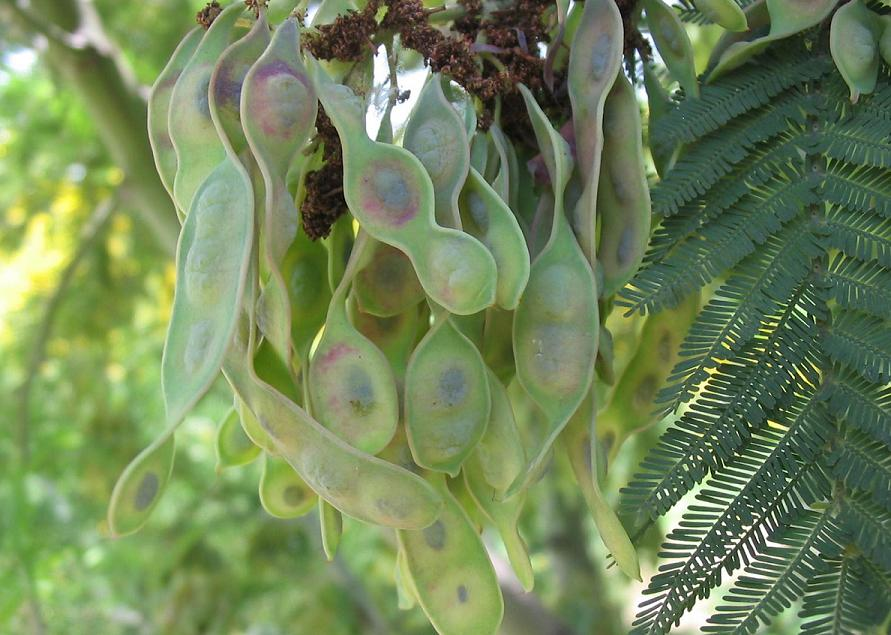
Fruits
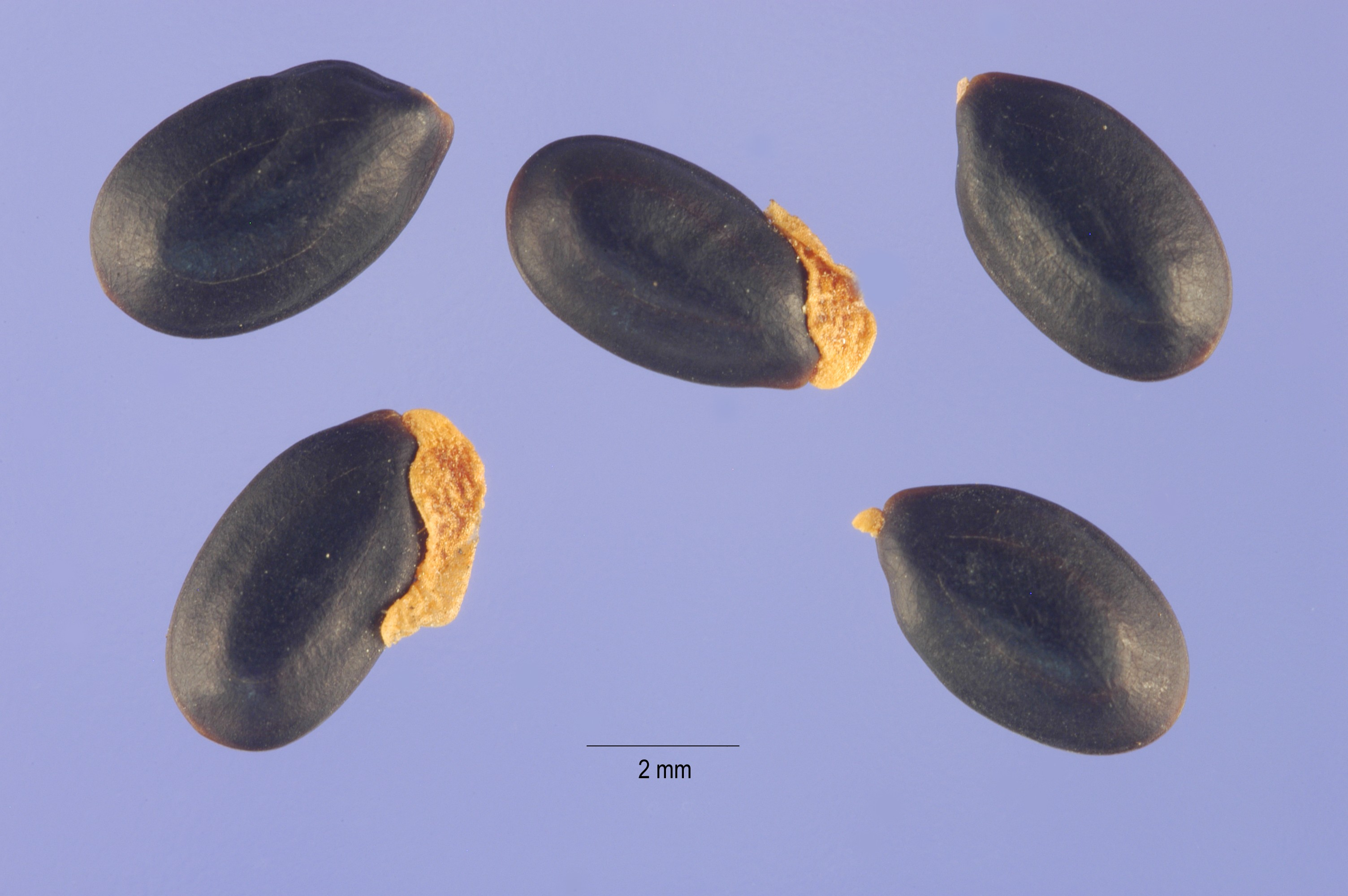
Llavors

## Taxonomia
Va ser descrita per Johann Heinrich Friedrich Link al segon volum del seu llibre Enumeratio Plantarum Horti Regii Berolinensis Altera el 1822. El nom genèric prové del grec ακακία (akakia), que va ser atorgat pel botànic grec Pedanius Dioscorides (A.C. 90-40) a l'arbre medicinal A. nilotica al seu llibre De Materia Medica. El nom deriva de la paraula grega ακις (akis, "espines"). i l'epítet dealbata prové del llatí i significa «blanquejat».
Existeixen dues subespècies:
- A. dealbata dealbata: Altituds baixes a moderades. Arbres de fins a 30 m; fulles en la seva majoria de 5–12 cm de llarg.
- A. dealbata subalpina Tindale & Kodela: Grans altituds a les muntanyes Snowy. Arbust de fins a 5 m (rarament 10 m) d'alt; fulles principalment entre 1,5 i 8,5 cm de llarg.

## Ecologia
És originària d'Austràlia i Tasmània. Actualment s'ha estès arreu del planeta, fins a altituds de 1.000 msnm.
A causa del seu potencial colonitzador constitueix una amenaça greu per a les espècies autòctones, els hàbitats o els ecosistemes, i se'l va catalogar al Catàleg espanyol d'espècies exòtiques invasores el 2011. El Reial Decret prohibeix la seva introducció al medi natural, possessió, transport, tràfic i comerç. Sobretot les zones que han patit d'incendis forestals són sensibles a una colonització massiva per mimosa. És una espècie molt problemàtica, tot i encara no s'ha estudiat per què l'espècie ben naturalitzada a Catalunya hi té un potencial menys invasor com per exemple a Galícia.

## Usos
Abans de ser considerada com espècie invasora, fora del seu hàbitat natural, era plantats a parcs, carrers, passeigs, tot i que el seu ús més estès és la jardineria pel color i quantitat de les seves flors, que donen conjunts de gran bellesa. Es cultiva com a fixador de terrenys i per la goma que s'obté del seu tronc d'alt contingut en tanins. També se n'obtenen productes químics, farratge, usos domèstics, maneig ambiental, fibra, aliments, begudes, i fusta.